# Radnice v Kostelci nad Labem
Radnice v Kostelci nad Labem se nachází v severní části centra. Z východní strany sousedí se silnicí II/244, která vede z obce Měšice do Všetat (ulice Přemyslova), na jihu s náměstím Komenského, na západě s budovou č.p. 315 a následně bývalou občanskou záložnou a na severu díky dvoru, který je součástí budovy, sousedí s uličkou u ulice Lafkova.
Doložená stavba radnice je z roku 1551. Před stavbou této radniční budovy však stála zhruba na místě, kde radnici nalezneme dnes, budova původní. První zmínka o této původní budově pochází z roku 1474 a součástí původního areálu byly i masné obchody.
Po požáru byla postavena budova nynější, jež se dočkala úprav roku 1616 a 1727 (druhá zmíněná přestavba se konala po dalším požáru, který ve městě nastal). Současný vzhled získala budova radnice svou poslední velkou přestavbou roku 1820. K radnici přiléhají původně hospodářská křídla, která vytváří dvůr na severovýchodní straně hlavní budovy a byly zachovány, včetně pravděpodobně nejstarší části stavby – hranolové věže, do nynějška.
Na čelní straně budovy radnice nalezneme pamětní desku místní rodačky, operní pěvkyně Terezy Stolzové (1834–1902).
Od roku 2003 je centrum Kostelce nad Labem včetně radnice pod ochranou městské památkové zóny.
Budova radnice je stále využívána obecním potřebám – sídlí zde Městský úřad Kostelec nad Labem. Budova je zároveň využívána pro konání společenských akcí díky prostornému sálu, který je součástí budovy.